# 隱岐國分寺
隱岐國分寺（おきこくぶんじ）是位在日本島根縣隱岐郡隱岐之島町的東寺真言宗寺院。山號「禪尾山」（ぜんおさん）。本尊釋迦如來、開基（創立者）為聖武天皇。

## 歷史
天平年間（729年 - 749年），聖武天皇發布「國分寺建立之詔」，在諸國建立的國分寺之一。
鎌倉時代，隱岐國分寺是元弘之亂時，後醍醐天皇的隱岐配流的行在所。

## 關連項目
- 國分寺

## 外部連結
- 國指定文化財等データベース （页面存档备份，存于）